# Uciekajka
Uciekajka [pronunciación en polaco: /ut͡ɕeˈkai̯ka/] es un pueblo ubicado en el distrito administrativo de Gmina Ludwin, dentro del Condado de Łęczna, Voivodato de Lublin, en Polonia oriental. Se encuentra aproximadamente a 7 kilómetros al noreste de Ludwin, a 11 kilómetros al noreste de Łęczna, y a 32 kilómetros al noreste de la capital regional Lublin.